# 吉姆·弗莱厄蒂
吉姆·弗莱厄蒂（英語：James Michael "Jim" Flaherty；1949年12月30日—2014年4月10日）是一名加拿大政治人物及聯邦保守黨黨員，2006年至2014年間在保守黨總理哈珀內閣中任職加拿大联邦财政部长。
早年毕业于普林斯顿大学，並在約克大學獲得法學士學位。他曾為安省進步保守黨籍省議員代表惠特比-亞積士選區（1995年-2006年）並在進步保守黨籍省長邁克·哈利斯（Mike Harris）任內擔任副省長及財政廳長職務（2001年-2002年）。他在2006年加拿大聯邦大選中辭去省議員一職競選國會議員代表惠特比-奧沙華選區並成功當選，保守黨在贏得大選組成新一屆政府後，他被保守黨黨魁兼總理哈珀任職為加拿大联邦财政部长。
2013年5月21日，他经营2013年财政计划，包括重建加拿大基础设施计划，包括提供530亿元投资支持地方经济基础设施建造。2014年3月18日，他离任并回到地方事务。
2014年4月10日，他因病去世，享壽64岁。